# Кекелидзе, Иван Григорьевич
Иван Григорьевич Кекели́дзе — советский хозяйственный и политический деятель.

## Биография
Родился в 1903 году в селе Тобанери. Член ВКП(б) с 1939 года.
Окончил Кавказский горно-металлургический институт.
В 1933—1938 годы — сменный инженер цеха, заместитель начальника цеха, начальник цеха, в 1938—1957 годы — директор Зестафонского завода ферросплавов.
За разработку и внедрение новой технологии выплавки марганцевых сплавов был в составе коллектива удостоен Сталинской премии за выдающиеся изобретения и коренные усовершенствования методов производственной работы 1951 года.
В 1957—1965 годы — начальник Управления металлургической и химической промышленности Совнархоза Грузинской ССР.
Избирался депутатом ВС Грузинской ССР 4-6-го созывов.
Умер в 1973 году в Тбилиси.

## Награды
- два ордена Ленина
- орден Трудового Красного Знамени
- орден Знак Почёта
- Сталинская премия третьей степени (1951) — за разработку и внедрение новой технологии выплавки марганцевых сплавов.